# ساندرلند، انتاریو
ساندرلند، انتاریو (به انگلیسی: Sunderland, Ontario) یک منطقهٔ مسکونی در کانادا است، که در شهرستان دورام واقع شده‌است. ساندرلند ۰٫۵ کیلومتر مربع مساحت دارد ۲۰۰ متر بالاتر از سطح دریا واقع شده‌است.